# Federigo Enriques
Federigo Enriques   (Liorna, 5 de gener de 1871 - Roma, 14 de juny de 1946) va ser un matemàtic italià d'ascendència jueva sefardita.

## Vida i obra
Fill d'una família de comerciants jueus benestants sefardites d'origen portuguès, que es va traslladar a Pisa quan ell tenia set anys, Enriques va fer els seus estudis secundaris en aquesta ciutat en els quals ja va destacar per la seva atracció per les matemàtiques. El 1887 va ingressar a la universitat de Pisa de la qual es va graduar el 1891, seguint també cursos a la Scuola Normale Superiore di Pisa. L'any 1892, segueix cursos de perfeccionament a la Universitat de Roma amb Guido Castelnuovo, qui acabaria casant-se amb una germana seva i esdevenint el seu cunyat. El curs següent va estar a Torí com assistent de Corrado Segre.
El 1894 va obtenir una plaça de professor a la Universitat de Bolonya, en la qual va romandre fins al 1922, any en què es va traslladar a la Universitat de Roma. El 1938 va haver de dimitir dels seus càrrecs docents a causa de les lleis antisemites del govern feixista italià. A les acaballes de la Segona Guerra Mundial, el 1944, va ser restituït en el seu càrrec.
Des del començament de la seva carrera acadèmica com a matemàtic, els seus treballs es van centrar en la geometria projectiva i la geometria analítica. Però no solament es va interessar per la matemàtica pura, sinó que també es va endinsar en l'estudi de la història de les matemàtiques,, de la didàctica de la matemàtica, i de la psicologia.